# 尤利娅·斯塔罗杜布采娃
尤利娅·弗拉基米罗芙娜·斯塔罗杜布采娃（烏克蘭語：Юлія Володимирівна Стародубцева，2000年2月17日—），乌克兰女子网球运动员。
斯塔罗杜布采娃在ITF女子世界网球巡回赛上赢得了4次单打冠军和3次双打冠军。她代表老道明大學打大学网球。

## 职业生涯
她在2024年1月15日的世界单打排名中进入了前150名。她在2024年澳大利亚网球公开赛上首次亮相大满贯，但在首轮输给了6号种子昂絲·加博。斯塔罗杜布采娃以资格赛选手的身份参加了同年的法网。她在2024年温布尔登网球锦标赛上以资格赛身份击败艾莉森·范乌伊特凡克，取得了她的第一个大满贯正赛胜利。在第二轮比赛中，她输给了同为资格赛选手的孙璐璐。在2024年美国网球公开赛中以资格赛身份进入正赛。